# Spațiu cvadridimensional

Animație a proiecțiilor în 2 dimensiuni a unui tesseract, echivalentul în 4 dimensiuni al cubului, văzut rotindu-se în spațiul cu patru dimensiuni

Un spațiu cvadridimensional, spațiu cu patru dimensiuni sau 4-spațiu este o extrapolare matematică a conceptului de spațiu tridimensional. Spațiul tridimensional este cea mai simplă abstractizare posibilă a observației că acesta are nevoie doar de trei numere pentru a descrie dimensiunile sau pozițiile obiectelor din lumea de zi cu zi. De exemplu, volumul unei cutii dreptunghiulare se găsește prin măsurarea și înmulțirea lungimii, lățimii și înălțimii sale (adesea notate x, y și z).
Ideea adăugării unei a patra dimensiuni a început cu lucrarea Dimensions a lui Jean le Rond d'Alembert publicată în 1754, a fost urmat de Joseph-Louis Lagrange la mijlocul anilor 1700 și a culminat cu o formalizare precisă a conceptului în 1854 de Bernhard Riemann. În 1880 Charles Howard Hinton a popularizat aceste idei într-un eseu intitulat What is the Fourth Dimension? (română Ce este a patra dimensiune?) care explica conceptul de „cub cu patru dimensiuni” cu o generalizare pas cu pas a proprietăților dreptelor, pătratelor și cuburilor. Cea mai simplă formă a metodei lui Hinton este de a desena două cuburi 3D obișnuite în spațiul 2D, unul cuprinzând pe celălalt, separate printr-o distanță „nevăzută”, apoi trasând linii între vârfurile lor echivalente. Acest lucru poate fi văzut în animația alăturată ori de câte ori arată un cub interior mai mic în interiorul unui cub exterior mai mare. Cele opt linii care leagă vârfurile celor două cuburi în acest caz reprezintă o aceeași direcție în a patra dimensiune „nevăzută”.
Spațiile cu dimensiuni superioare (adică mai mari de trei) au devenit de atunci una dintre bazele exprimării formale a matematicii și fizicii moderne. Părți mari din aceste subiecte nu ar putea exista în formele lor actuale fără utilizarea unor astfel de spații. Conceptul Einstein de spațiu-timp folosește un astfel de spațiu cu patru dimensiuni, deși are o structură Minkowski care este ușor mai complicată decât spațiul euclidian cu patru dimensiuni.
Pozițiile unice în spațiul cu patru dimensiuni pot fi date ca vectori sau n-tupluri, adică ca liste ordonate de numere precum (t, x, y, z). Abia atunci când astfel de poziții sunt legate între ele în forme mai complicate apare bogăția completă și complexitatea geometrică a spațiilor cu dimensiuni superioare. Un indiciu pentru această complexitate poate fi văzut în animația 2D însoțitoare a unuia dintre cele mai simple obiecte cvadrimensionale posibile, tesseractul (echivalent cu 3-cub; vezi și hipercub).
Spațiul cvadrimensional care formează subiectul acestui articol este unul cu patru dimensiuni geometrice. Alte spații caracterizate prin patru variabile, cum ar fi spațiul Minkowski, nu sunt spații similare cu subiectul acestui articol.

## Istoric
Lagrange a scris în Mécanique analytique (în română Mecanică analitică), publicată în 1788 pe baza lucrărilor efectuate în jurul anului 1755, că mecanica poate fi văzută ca funcționând într-un spațiu cu patru dimensiuni — trei dimensiuni ale spațiului și una a timpului. În 1827 Möbius a realizat că o a patra dimensiune ar permite rotirea unei forme tridimensionale pentru a obține imaginea sa în oglindă,:141.În 1853 Ludwig Schläfli descoperise mai multe politopuri din dimensiuni superioare, însă lucrarea sa nu a fost publicată decât după moartea sa.:142–143</ref> Dimensiunile superioare au fost puse în curând pe baze ferme de către Bernhard Riemann în Habilitationsschrift (în română Lucrare de abilitare = teza de doctorat) despre fundamentele geometriei, cu titlul Über die Hypothesen welche der Geometrie zu Grunde liegen (în română Despre ipotezele pe care se bazează geometria) susținută în 1854 la Göttingen, în care el considera un „punct” a fi orice succesiune de coordonate (x1, ... , xn). Astfel a fost stabilită posibilitatea geometriei în dimensiuni superioare, incluzând în special cazul celei cu patru dimensiuni.
O aritmetică de patru dimensiuni, numită a cuaternionilor, a fost definită de William Rowan Hamilton în 1843. Această algebră asociativă a fost sursa științei analiză vectorială în trei dimensiuni, după cum s-a relatat în A History of Vector Analysis. 
Unul dintre primii matematicieni importanți care s-au ocupat de a patra dimensiune a fost Charles Howard Hinton, începând din 1880 cu eseul său What is the Fourth Dimension? (în română Ce este a patra dimensiune?), publicat în revista Universității din Dublin. El a inventat termenii tesseract, ana și kata folosiți în cartea sa A New Era of Thought (în română O nouă eră în gândire) și a introdus o metodă pentru vizualizarea celei de-a patra dimensiuni folosind cuburi în cartea sa, Fourth Dimension (în română Dimensiunea a patra).
Ideile lui Hinton au inspirat o fantezie despre o „Biserică a celei de-a patra dimensiuni” prezentată de Martin Gardner în rubrica „Jocuri matematice” a Scientific American din ianuarie 1962. În 1886 Victor Schlegel a descris metoda sa de vizualizare a obiectelor din patru dimensiuni cu ajutorul Diagramelor Schlegel.
În 1908 Hermann Minkowski a publicat o lucrare în care atribuia timpului a patra dimensiune, în cadrul teoriei spațiu-timp, care a fost baza teoriei relativității restrânse și a celei generale ale lui Albert Einstein. Însă geometria spațiu-timpului, fiind neeuclidiană, este profund diferită de cea popularizată de Hinton. Studiul spațiului Minkowski a necesitat o matematică nouă, destul de diferită de cea a spațiului euclidian cu patru dimensiuni, și care a fost dezvoltată pe căi destul de diferite. Această separare a fost mai puțin clară în cultura populară, lucrările de ficțiune și filosofie estompând distincția, așa că în 1973 H.S.M. Coxeter s-a simțit obligat să scrie:
„Puțin, dacă e ceva, se câștigă prin reprezentarea celei de-a patra dimensiuni euclidiene ca timp. De fapt, această idee, atât de atractiv dezvoltată de H.G. Wells în Mașina timpului, a condus autori precum John William Dunne (Un experiment cu timpul) într-o concepție greșită gravă a teoriei relativității. Geometria spațiului-timp a lui Minkowski nu este euclidiană, și prin urmare nu are nicio legătură cu prezenta investigație.
”—H.S.M. Coxeter, 'Regular Polytopes:119

## Vectori
Matematic, un spațiu cvadrimensional este un spațiu cu patru dimensiuni spațiale, adică un spațiu care are nevoie de patru parametri pentru a specifica poziția unui punct în el. De exemplu, un punct oarecare ar putea avea poziția dată de vectorul a, egală cu
{\displaystyle \mathbf {a} ={\begin{pmatrix}a_{1}\\a_{2}\\a_{3}\\a_{4}\end{pmatrix}}.}
Acest lucru poate fi scris în termenii celor patru versori ai bazei canonice (e1, e2, e3, e4):
{\displaystyle \mathbf {e} _{1}={\begin{pmatrix}1\\0\\0\\0\end{pmatrix}};\mathbf {e} _{2}={\begin{pmatrix}0\\1\\0\\0\end{pmatrix}};\mathbf {e} _{3}={\begin{pmatrix}0\\0\\1\\0\end{pmatrix}};\mathbf {e} _{4}={\begin{pmatrix}0\\0\\0\\1\end{pmatrix}},}
astfel un vector oarecare a este:
{\displaystyle \mathbf {a} =a_{1}\mathbf {e} _{1}+a_{2}\mathbf {e} _{2}+a_{3}\mathbf {e} _{3}+a_{4}\mathbf {e} _{4}.}
Vectorii se adună, scad și scalează fla fel ca în trei dimensiuni.
Produsul scalar în spațiul tridimensional euclidian se generalizează în patru dimensiuni ca
{\displaystyle \mathbf {a} \cdot \mathbf {b} =a_{1}b_{1}+a_{2}b_{2}+a_{3}b_{3}+a_{4}b_{4}.}
El poate fi folosit pentru a calcula distanța euclidiană adică lungimea unui vector,
{\displaystyle \left|\mathbf {a} \right|={\sqrt {\mathbf {a} \cdot \mathbf {a} }}={\sqrt {a_{1}^{2}+a_{2}^{2}+a_{3}^{2}+a_{4}^{2}}},}
și pentru a calcula sau defini unghiul dintre doi vectori diferiți de zero ca
{\displaystyle \theta =\arccos {\frac {\mathbf {a} \cdot \mathbf {b} }{\left|\mathbf {a} \right|\left|\mathbf {b} \right|}}.}
Spațiul-timp Minkowski este un spațiu cu patru dimensiuni cu geometrie definită de o „împerechere” nedegenerată, diferită de produsul scalar:
{\displaystyle \mathbf {a} \cdot \mathbf {b} =a_{1}b_{1}+a_{2}b_{2}+a_{3}b_{3}-a_{4}b_{4}.}
De exemplu, pătratul distanței între punctele (0,0,0,0) și (1,1,1,0) este 3 atât în spațiile euclidiene cu 4 dimensiuni, cât și în cele Minkowski, în timp ce pătratul distanței între (0,0,0,0) și (1,1,1,1) este 4 în spațiul euclidian și 2 în spațiul Minkowski; creșterea b_4 scade de fapt distanța metrică. Acest lucru duce la multe dintre binecunoscutele „paradoxuri” aparente ale relativității.
Produsul vectorial nu este definit în patru dimensiuni. În schimb produsul exterior este utilizat pentru unele aplicații și este definit după cum urmează:
{\displaystyle {\begin{aligned}\mathbf {a} \wedge \mathbf {b} =(a_{1}b_{2}-a_{2}b_{1})\mathbf {e} _{12}+(a_{1}b_{3}-a_{3}b_{1})\mathbf {e} _{13}+(a_{1}b_{4}-a_{4}b_{1})\mathbf {e} _{14}+(a_{2}b_{3}-a_{3}b_{2})\mathbf {e} _{23}\\+(a_{2}b_{4}-a_{4}b_{2})\mathbf {e} _{24}+(a_{3}b_{4}-a_{4}b_{3})\mathbf {e} _{34}.\end{aligned}}}
Valoarea sa este a bivectorilor din patru dimensiuni care formează un spațiu 6-dimensional liniar cu baza (e12, e13, e14, e23, e24, e34). El poate fi folosit pentru a realiza rotații în patru dimensiuni.

## Ortogonalitate și glosar
În spațiul tridimensional familiar al vieții de zi cu zi există trei axe de coordonate — de obicei etichetate x, y și z — cu fiecare axă ortogonală (adică perpendiculară) pe celelalte două. Cele șase direcții cardinale din acest spațiu pot fi numite „sus”, „jos”, „est”, „vest”, „nord” și „sud”. Pozițiile de-a lungul acestor axe pot fi numite „altitudine”, „longitudine” și „latitudine”. Lungimile măsurate de-a lungul acestor axe pot fi numite „înălțime”, „lungime” și „lățime”.
Comparativ, spațiul cu patru dimensiuni are o axă de coordonate suplimentară, ortogonală față de celelalte trei, care este etichetată de obicei w. Pentru a descrie cele două direcții cardinale suplimentare, Hinton a inventat termenii „ana” și „kata”, din cuvintele grecești άνω (română de mai sus), respectiv κάτω (română de mai jos). O poziție de-a lungul axei w poate fi numită în engleză spissitude, după cum i-a spus Henry More.
Herman Minkowski a exploatat ideea de patru dimensiuni pentru a discuta despre cosmologie, inclusiv despre faptul că viteza luminii ar fi finită. Prin adăugarea unei dimensiuni de timp la spațiul tridimensional, el a specificat o perpendicularitate alternativă, ortogonalitate hiperbolică. Această noțiune oferă spațiului său cu patru dimensiuni o simultaneitate modificată, adecvată relațiilor electromagnetice din cosmosul său. Spațiul Minkowski a depășit problemele asociate cu cosmologia tradițională, spațiul și timpul absolute folosite anterior într-un univers de trei dimensiuni spațiale și o dimensiune temporală.

## Geometrie
Geometria spațiului cvadridimensional este mult mai complexă decât cea a spațiului tridimensional, datorită gradului de libertate suplimentar.
La fel cum în spațiul tridimensional există poliedre formate din poligoane bidimensionale, în spațiul cvadridimensional există 4-politopuri din poliedre. În spațiul tridimensional există 5 poliedre regulate cunoscute sub numele de poliedre platonice. În patru dimensiuni, există 6 4-politopuri regulate convexe, analoagele poliedrelor platonice. Relaxarea condițiilor pentru regularitate generează încă 58 de 4-politopuri uniforme convexe, analog celor 13 semiregulate poliedre arhimedice semiregulate. Relaxarea condițiilor de convexitate generează alte 10 politopuri regulate neconvexe.
| A4, [3,3,3]          | B4, [4,3,3]           | B4, [4,3,3]           | F4, [3,4,3]           | H4, [5,3,3]            | H4, [5,3,3]            |
| -------------------- | --------------------- | --------------------- | --------------------- | ---------------------- | ---------------------- |
| · 5-celule · {3,3,3} | · tesseract · {4,3,3} | · 16-celule · {3,3,4} | · 24-celule · {3,4,3} | · 120-celule · {5,3,3} | · 600-celule · {3,3,5} |

În trei dimensiuni un cerc poate fi extrudat pentru a forma un cilindru. În patru dimensiuni există mai multe obiecte diferite de tip cilindru. O sferă poate fi extrudată pentru a obține un cilindru sferic (un cilindru cu „capace” sferice), iar un cilindru poate fi extrudat pentru a obține o prismă cilindrică. Produsul cartezian al două cercuri poate fi folosit pentru a obține un duocilindru. Toate cele trei se pot „rostogoli” în spațiul cu patru dimensiuni, fiecare cu propriile sale proprietăți.
În trei dimensiuni, curbele pot forma noduri⁠(d) dar suprafețele nu pot (cu excepția cazului în care se auto-intersectează). Însă în patru dimensiuni nodurile realizate utilizând curbe pot fi dezlegate în mod trivial deplasându-le în a patra direcție — dar suprafețele bidimensionale pot forma noduri netriviale, care nu se intersectează în spațiul cvadridimensional. Deoarece aceste suprafețe sunt bidimensionale, ele pot forma noduri mult mai complexe decât sforile din spațiul tridimensional. Sticla Klein este un exemplu al unei astfel de suprafețe înnodate. O altă astfel de suprafață este planul proiectiv real.

### Hipersferă

Proiecție stereografică a torului Clifford: mulțimea punctelor (cos(a), sin(a), cos(b), sin(b)), care sunt un subset al 3-sferei

Mulțimea punctelor din 4-spațiul euclidian având aceeași distanță R de un punct fix P0 formează o hipersuprafață cunoscută sub numele de 3-sferă. Hipervolumul spațiului închis este:
{\displaystyle \mathbf {V} ={\begin{matrix}{\frac {1}{2}}\end{matrix}}\pi ^{2}R^{4}}
Aceasta face parte din metrica Friedmann–Lemaître–Robertson–Walker din relativitatea generală în care R este înlocuită de funcția R(t) cu t fiind vârsta cosmologică a universului. Creșterea sau micșorarea R cu timpul înseamnă universul în expansiune sau colaps, în funcție de densitatea masei din interior.

## Cunoaștere
Cercetările folosind realitatea virtuală constată că oamenii, în ciuda faptului că trăiesc într-o lume tridimensională, pot, fără practică specială, să facă judecăți spațiale despre segmente de dreaptă încorporate în spațiul cu patru dimensiuni, pe baza lungimii lor (o dimensiune) și unghiului (bidimensional) dintre ele. Cercetătorii au menționat că „participanții la studiul nostru au avut o practică minimă în aceste sarcini și rămâne o întrebare deschisă dacă cu o experiență percepțională crescută în medii virtuale 4D este posibil să se obțină reprezentări 4D mai consistente, mai definitorii și mai detaliate”. În alt studiu, a fost testată capacitatea oamenilor de a se orienta în labirinturi 2D, 3D și 4D. Fiecare labirint consta din patru segmente de cale de lungime aleatorie conectate cu schimbări de direcție ortogonale aleatorii, dar fără ramuri sau bucle (adică de fapt labirinturi clasice). Interfața grafică s-a bazat pe jocul gratuit „4D Maze” al lui John McIntosh. Subiecții au trebuit să urmeze calea și în final să estimeze direcția liniară înapoi la punctul de plecare. Cercetătorii au descoperit că unii dintre participanți au reușit să-și integreze mental calea după o anumită practică în 4D (cazurile cu dimensiuni inferioare au fost folosite ca martori și pentru subiecți ca antrenament).

## Analogie dimensională

Sesfășurata tesseractului

De obicei, pentru a înțelege natura spațiului cu patru dimensiuni se utilizează o metodă numită „analogie dimensională”. Analogia dimensională este studiul modului în care situația (n – 1) dimensională se raportează la cea n dimensională și apoi se deduce modul în care situația n dimensională s-ar raporta la cea (n + 1) dimensională. 
Analogia dimensională a fost folosită de Edwin Abbott în cartea Flatland, care povestește despre un pătrat care trăiește într-o lume bidimensională, ca suprafața unei foi de hârtie. Din perspectiva acestui pătrat, o ființă tridimensională are puteri aparent supranaturale, cum ar fi capacitatea de a îndepărta obiecte dintr-un seif fără a-l deschide (mișcându-le în a treia dimensiune), pentru a vedea tot ceea ce din perspectiva bidimensională este închis în spatele pereților și să rămână complet invizibilă stând la câțiva centimetri distanță în a treia dimensiune. Prin aplicarea analogiei dimensionale se poate deduce că o ființă cvadridimensională ar fi capabilă de fapte similare din perspectiva tridimensională. Rudy Rucker ilustrează acest lucru în romanul său Spaceland, în care protagonistul întâlnește ființe cvadridimensionale care au astfel de puteri.

### Secțiuni plane
Pe măsură ce un obiect tridimensional trece printr-un plan bidimensional, ființele bidimensionale din acest plan ar observa doar secțiunea obiectului tridimensional din acest plan sau eventual secțiunile plane. De exemplu, dacă un balon sferic trece printr-o foaie de hârtie, ființele din hârtie ar vedea mai întâi un singur punct, apoi un cerc care crește treptat până când atinge diametrul balonului și apoi devine din nou mai mic, micșorându-se până la un punct și apoi dispărând. Este important să ne amintim că ființele bidimensionale nu ar vedea un cerc în același mod ca și noi, ci mai degrabă doar o proiecție unidimensională a cercului pe „retina” lor 1D. În mod similar, dacă un obiect cu patru dimensiuni trece printr-o [hiper]suprafață tridimensională, s-ar putea observa o secțiune transversală tridimensională a obiectului cvadridimensional — de exemplu, o 4-sferă ar apărea mai întâi ca punct, poi ca o sferă în creștere, apoi sfera micșorându-se la un singur punct și apoi dispărând. Acest mod de vizualizare al aspectelor celei de-a patra dimensiuni a fost folosit în romanul Flatland și, de asemenea, în mai multe lucrări ale lui Hinton.:11–14 Și, analog, ființele tridimensionale (cum ar fi oamenii cu o retină 2D) nu pot vedea o sferă în întregime, în felul în care o văd ființele cvadridimensionale cu retina lor spațială 3D.

### Proiecții
O aplicație utilă a analogiei dimensionale în vizualizarea dimensiunilor superioare este proiecția 3D. O proiecție este o modalitate de a reprezenta un obiect n-dimensional în dimensiuni n – 1. De exemplu, ecranele calculatoarelor sunt bidimensionale și toate fotografiile oamenilor, locurilor și lucrurilor tridimensionale sunt reprezentate în două dimensiuni prin proiectarea obiectelor pe o suprafață plană. Procedând astfel, dimensiunea ortogonală pe ecran (adâncimea) este eliminată și înlocuită cu informații indirecte. Retina ochiului uman este și ea o matrice bidimensională a organului de simț, dar creierul este capabil să perceapă natura obiectelor tridimensionale prin deducerea informațiilor indirecte, cum ar fi umbrirea, scurtarea, viziunea binoculară etc. Artiștii utilizează adesea perspectiva pentru a oferi o iluzie de adâncime tridimensională imaginilor bidimensionale. Umbra, aruncată de un model fictiv al unui tesseract în rotație pe o suprafață plană, așa cum se arată în figuri, este de asemenea rezultatul unor proiecții.
Similar, obiectele din a patra dimensiune pot fi proiectate matematic în cele trei dimensiuni familiare, unde pot fi examinate mai convenabil. În acest caz, „retina” ochiului cvadridimensional este o rețea tridimensională de receptori. O ființă ipotetică cu un astfel de ochi ar percepe natura obiectelor cvadridimensionale prin deducerea adâncimii cu patru dimensiuni din informațiile indirecte din imaginile tridimensionale din retina sa.
Proiecția în perspectivă a obiectelor tridimensionale pe retina ochiului introduce artefacte precum scurtarea, pe care creierul o interpretează ca adâncime în a treia dimensiune. În același mod, proiecția în perspectivă din patru dimensiuni produce efecte de scurtare similare. Prin aplicarea analogiei dimensionale, se poate deduce „profunzimea” în cea de a patra dimensiune din aceste efecte.
Ca o ilustrare a acestui principiu, următoarea secvență de imagini compară diferite vederi ale cubului tridimensional cu proiecții analoage ale tesseractului cvadridimensional în spațiul tridimensional.
| Cub | Tesseract | Descriere |
| --- | --------- | --- |
|     |           | Imaginea din stânga este a unui cub văzut cu o față în față. Punctul de vedere analog al tesseractului este proiecția în perspectivă cu o celulă în față, prezentată în dreapta. Se poate face o analogie între cele două: la fel cum cubul se proiectează drept un pătrat, tesseractul se proiectează drept un cub. De reținut că celelalte 5 fețe ale cubului nu se văd aici. Sunt ascunse de fața vizibilă. În mod similar, celelalte 7 celule ale tesseractului nu sunt văzute aici deoarece sunt ascunse de celula vizibilă. |
|     |           | Imaginea din stânga arată același cub văzut cu o muchie în față. Punctul de vedere analog al unui tesseract este proiecția în perspectivă cu o față în față, prezentată în dreapta. La fel cum proiecția cu o muchie în față a cubului constă din două [[trapez]e, proiecția co o față în față a tesseractului constă din două trunchiuri de piramidă pătrate. Cea mai apropiată muchie a cubului din acest unghi de vedere este cea situată între fețele roșie și verde. La fel, cea mai apropiată față a tesseractului este cea care se află între celulele roșie și verde. |
|     |           | În stânga este cubul văzut cu un colț în față. Acest lucru este analog cu proiecția în perspectivă cu o latură în față a tesseractului, prezentată în dreapta. La fel cum proiecția vârfului cubului constă din 3 patrulatere romboidale care înconjoară un vârf, proiecția cu o latură în față a tesseractului constă din 3 hexaedre înconjoară o latură. La fel cum cel mai apropiat vârf al cubului este cel în care se întâlnesc cele trei fețe, tot așa cea mai apropiată margine a tesseractului este cea din centrul volumului de proiecție, unde se întâlnesc cele trei celule. |
|     |           | O analogie diferită poate fi făcută între proiecția cu o muchie în față a cubului și proiecția cu o latură în față a tesseractului. Prima proiecție, cu muchia cubului în față are două trapeze care înconjoară o muchie, în timp ce tesseractul are trei volume hexaedrice care înconjoară o latură. |
|     |           | În stânga este cubul văzut cu un colț în față. Proiecția în perspectivă a vârfului tesseractului este afișată în dreapta. Prima proiecție, a vârfului cubului are trei patrulatere care înconjoară un vârf, iar proiecția tesseractului cu vârful în față are patru volume hexaedrice care înconjoară vârful. Așa cum colțul din față al cubului este cel care se află în centrul imaginii, tot așa vârful din față al tesseractului nu se află la limita volumului proiectat, ci în centrul său, în interior, unde toate cele patru celule se întâlnesc. De reținut că doar 3 fețe dintre cele 6 ale cubului pot fi văzute, deoarece celelalte 3 se află în spatele acestor 3 fețe, pe partea opusă a cubului. Similar, doar 4 dintre cele 8 celule ale tesseractului pot fi văzute, restul de 4 se află în spatele acestor 4 în a patra direcție, pe partea îndepărtată a tesseractului. |

### Umbre

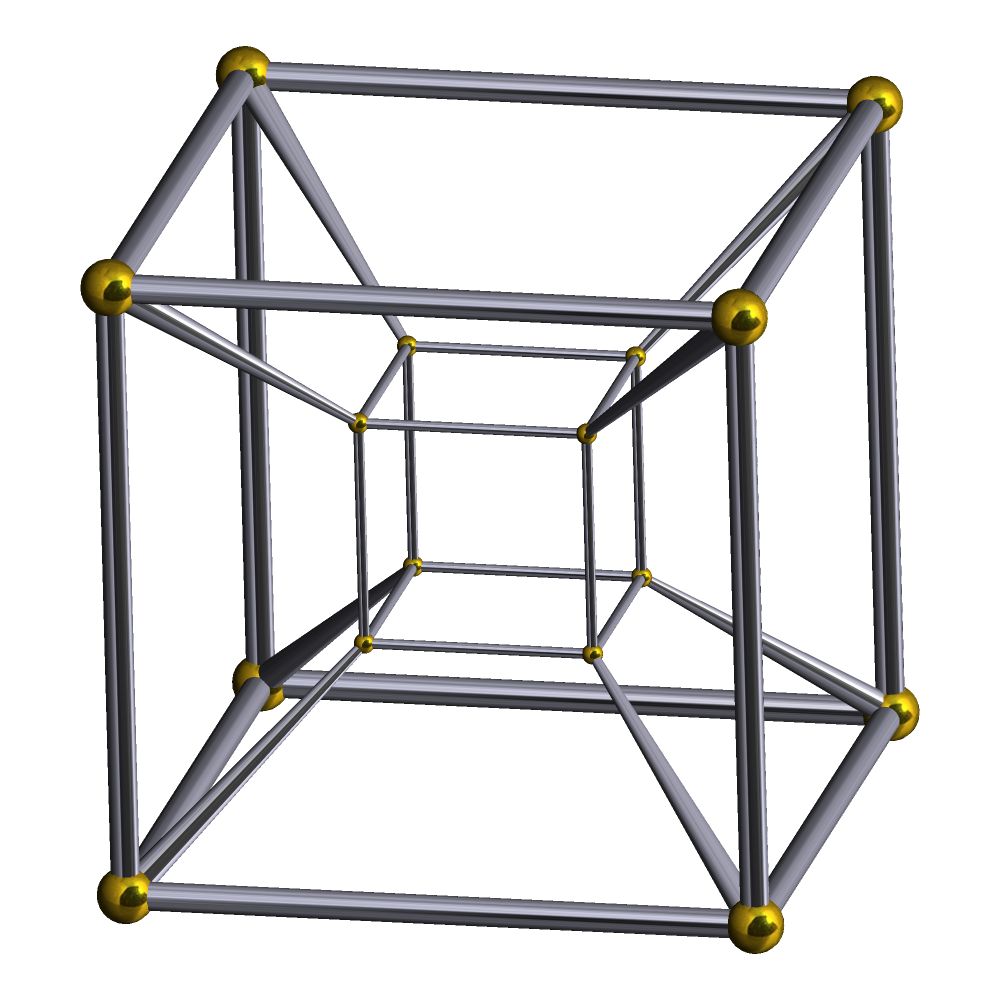
Diagramă Schlegel tridimensională a unui tessetact

Un concept strâns legat de proiecție sunt umbrele.
Dacă se luminează un obiect tridimensional, acesta aruncă o umbră bidimensională. Prin analogie dimensională, luminarea unui obiect bidimensional într-o lume bidimensională aruncă o umbră unidimensională, iar luminarea unui obiect unidimensional într-o lume unidimensională ar arunca o umbră zero-dimensională, adică un punct. Mergând în sens invers, se poate deduce că luminarea unui obiect cu cvadridimensional într-o lume cu patru dimensiuni ar arunca o umbră tridimensională.
Dacă modelul cadru de sârmă al unui cub este luminat de sus umbra rezultată pe o suprafață bidimensională plană este un pătrat într-un pătrat cu colțurile corespunzătoare conectate. În mod similar, dacă modelul cadru de sârmă al unui tesseract ar fi luminat „de mai sus” („ana”, a patra dimensiune), umbra sa ar fi aceea a unui cub tridimensional într-un alt cub tridimensional suspendat în aer (un spațiu „plan” dintr-o perspectivă 4-dimensională). (A se reține că reprezentarea vizuală prezentată aici este de fapt o imagine 2D a umbrei tridimensionale, mai exact este o proiecție axonometrică dimetrică a umbrei cadrului de sârmă cvadridimensional.)

### Volumele delimitatoare
Analogia dimensională ajută, de asemenea, la deducerea proprietăților de bază ale obiectelor din dimensiuni superioare. De exemplu obiectele bidimensionale sunt delimitate de limite unidimensionale: un pătrat este delimitat de patru laturi. Obiectele tridimensionale sunt delimitate de suprafețe bidimensionale: un cub este delimitat de 6 fețe pătrate. Prin aplicarea analogiei dimensionale, se poate deduce că un cub cu patru dimensiuni, tesseractul, este delimitat de volume tridimensionale. Matematica arată că tesseractul este delimitat de 8 cuburi. Știind acest lucru este esențial pentru a înțelege cum se interpretează o proiecție tridimensională a tesseractului. Limitele tesseractului se proiectează ca volume în imagine, nu ca suprafețe bidimensionale.

### Domeniul vederii
Oamenii se percep pe sine ca fiind ființe într-un spațiu tridimensional, dar sunt restrânși vizual la o dimensiune mai mică: ochiul vede lumea ca o proiecție în două dimensiuni pe suprafața retinei. Presupunând că o ființă cvadridimensională ar putea vedea lumea în proiecții către o [hiper]față cu doar o dimensiune mai mică, adică tridimensională, ar putea vedea, de exemplu, toate cele șase fețe ale unei cutii opace simultan, inclusiv ce se află simultan în interiorul cutiei, la fel cum oamenii pot vedea toate cele patru laturi și simultan interiorul unui dreptunghi de pe o bucată de hârtie. Ființa ar putea discerne simultan toate punctele dintr-un subspațiu tridimensional, inclusiv structura internă a obiectelor tridimensionale, lucruri ascunse vederii umane în proiecții bidimensionale. Creierele primesc imagini în două dimensiuni și folosesc experiența și logica pentru a recrea imaginea obiectelor tridimensionale.

### Limitări
Raționamentul prin analogie de la dimensiunile inferioare familiare poate fi un ghid intuitiv excelent, dar trebuie să se acorde atenție pentru a nu accepta rezultate care nu sunt testate mai riguros. De exemplu, luând în considerare formula pentru circumferința unui cerc
{\displaystyle C=2\pi r}
și aria suprafeței unei sfere:
{\displaystyle A=4\pi r^{2}}
cineva ar putea fi tentat să presupună că volumul care înconjoară o 3-sferă (hipersferă cvadridimensională) ar fi {\displaystyle V=6\pi r^{3}}, sau poate {\displaystyle V=8\pi r^{3}}, dar ambele presupuneri sunt false. Formula corectă este {\displaystyle V=2\pi ^{2}r^{3}}.:119